# Cornu, Dolj
Cornu este un sat în comuna Orodel din județul Dolj, Oltenia, România.

## Personalități
- Ilie G. Murgulescu (1902 - 1991), demnitar comunist, profesor universitar, membru titular și președinte al Academiei Române.
- Sorin Cîrțu (12 noiembrie 1955), fost fotbalist, acum antrenor.
- Eugen Neagoe.

 Acest articol despre o localitate din județul Dolj este deocamdată un ciot. Puteți ajuta Wikipedia prin completarea lui.